# ナシール・リトル
ナシール・リトル（Nassir Shamai Little, 2000年2月11日- ）は、アメリカ合衆国フロリダ州ペンサコーラ出身のプロバスケットボール選手。B.LEAGUEの千葉ジェッツふなばしに所属している。ポジションはスモールフォワードまたはパワーフォワード。

## 来歴

### 高校、大学時代
高校時代はフロリダ州オーランドにあるオーランド・クリスチャン・プレップでプレイし2017、18年の州連覇に貢献。2018年に行われたマクドナルド・オール・アメリカンゲームで28得点5アシストをマークしMVPを獲得。同年のジョーダン・ブランド・クラシックでも25分で24得点を挙げMVPを獲得。高校のオールアメリカンゲームの両方でMVPを獲得したのはレブロン・ジェームズ以来2人目となった。
ノースカロライナ大学に入学。トップハイスクールプレイヤーの1人として高い評価を得て加入。2019年1月22日のバージニア工科大学戦でシーズンハイの23得点、6リバウンド、3アシストをマーク。しかし、出場したすべての試合でベンチスタートとなり、36試合の出場で平均出場時間は18.2分に終わった。同年、2019年のNBAドラフトへのアーリーエントリーを表明。

### ポートランド・トレイルブレイザーズ
全体1巡目25位でポートランド・トレイルブレイザーズからの指名を受けた。2021年2月2日のミルウォーキー・バックス戦でキャリアハイの30得点を含む6リバウンド2ブロックをマークした。
3年目の21-22シーズンに出場時間が増加し、CJ・マッカラムの離脱も重なり12月以降はスターターに定着。主なスタッツでキャリアハイを更新するも2022年1月25日のミネソタ・ティンバーウルブズ戦中に左肩を脱臼し残りのシーズンを全休した。同年5月9日、腹部の手術を受けた。10月18日、トレイルブレイザーズと4年2800万ドルとなる延長契約を結んだ。

### 千葉ジェッツふなばし
2025年7月16日にB.LEAGUEの千葉ジェッツふなばしと契約した。

## 個人成績

### NBA

#### レギュラーシーズン
| シーズン | チーム | GP  | GS | MPG  | FG%  | 3P%  | FT%  | RPG | APG | SPG | BPG | PPG |
| -------- | ------ | --- | -- | ---- | ---- | ---- | ---- | --- | --- | --- | --- | --- |
| 2019–20  | POR    | 48  | 5  | 11.9 | .430 | .237 | .636 | 2.3 | .5  | .3  | .3  | 3.6 |
| 2020–21  | POR    | 48  | 2  | 13.3 | .467 | .350 | .800 | 2.7 | .5  | .1  | .3  | 4.6 |
| 2021–22  | POR    | 42  | 23 | 25.9 | .460 | .331 | .734 | 5.6 | 1.3 | .6  | .9  | 9.8 |
| 2022–23  | POR    | 54  | 4  | 18.1 | .442 | .367 | .717 | 2.6 | .9  | .4  | .4  | 6.6 |
| 2023–24  | PHX    | 45  | 2  | 10.2 | .460 | .300 | .850 | 1.7 | .5  | .2  | .2  | 3.4 |
| 通算     | 通算   | 237 | 36 | 15.8 | .452 | .330 | .735 | 2.9 | .7  | .3  | .4  | 5.5 |

#### プレーオフ
| シーズン | チーム | GP | GS | MPG | FG%  | 3P%  | FT%  | RPG | APG | SPG | BPG | PPG |
| -------- | ------ | -- | -- | --- | ---- | ---- | ---- | --- | --- | --- | --- | --- |
| 2021     | POR    | 3  | 0  | 3.0 | .250 | .250 | .500 | .3  | .0  | .0  | .3  | 1.7 |
| 2024     | PHX    | 4  | 0  | 3.4 | .600 | .333 | ---  | .3  | .0  | .0  | .0  | 1.8 |
| 通算     | 通算   | 7  | 0  | 3.2 | .444 | .286 | .500 | .3  | .0  | .0  | .1  | 1.7 |